# Terry Fenwick
Terence William Fenwick (Seaham, 17 novembre 1959) è un allenatore di calcio ed ex calciatore britannico, di ruolo terzino.

## Palmarès

### Giocatore

#### Competizioni giovanili
- FA Youth Cup: 1

Crystal Palace: 1976-1977

#### Competizioni nazionali
- Second Division: 2

Crystal Palace: 1978-1979
QPR: 1982-1983
- Community Shield: 1

Tottenham: 1991

### Allenatore

#### Competizioni nazionali
- Campionato di Trinidad e Tobago: 3

2002, 2007, 2008
- Coppa di Trinidad e Tobago: 2

San Juan Jabloteh: 2005, 2010-2011
- Coppa di Lega di Trinidad e Tobago: 2

San Juan Jabloteh: 2003
Central: 2013
- Trinidad e Tobago Classic: 1

San Juan Jabloteh: 2008
- Trinidad e Tobago Pro Bowl: 2

San Juan Jabloteh2005, 2006

#### Competizioni internazionali
- Campionato per club CFU: 2

San Juan Jabloteh: 2003
Central: 2015